# Francesco Tarducci (scrittore)
(Francesco Tarducci)
Francesco Tarducci (Piobbico, 1842 – Piobbico, 1935) è stato uno scrittore e storico italiano.

## Biografia
Nacque a Piobbico nel 1842 e visse i suoi primi anni nella semplicità e povertà di quell'epoca. Figlio di Agostino Tarducci, forte e laborioso contadino nato il 13 settembre 1812 e di Elena Michelini, figlia di uno scalpellino nata a Piobbico il 26 aprile del 1820. A 11 anni Francesco Tarducci entra nel seminario di Cagli, conclusi gli studi, a 19 anni lascia l'abito religioso, per avere una cattedra di insegnamento al ginnasio di Cagli.
Poi fu la volta di Ravenna, continuando al ginnasio, e come precettore ai figli del conte Gioacchino Rasponi Murat. A Modena insegna nei vari licei ed infine raggiunge la presidenza al regio liceo Virgilio di Mantova. Nei 56 anni di insegnamento pubblicò molti scritti sulla vita degli esploratori: Cristoforo Colombo, Giovanni Caboto, Sebastiano Caboto i quali, dopo essere stati tradotti in inglese, hanno ottenuto un notevole successo in Gran Bretagna e Stati Uniti d'America. Pubblicò anche altri scritti sulla Divina commedia di Dante Alighieri.

## Onorificenze
Commendatore dell'Ordine della Corona d'Italia
 Cavaliere dell'Ordine della Corona d'Italia
Fu nominato socio di diverse accademie ed istituti tra cui:
- Accademia Modenese di Belle Arti.
- Reale Deputazione di storia patria per la Venezia.
- Società ligure di storia patria.
- Reale Accademia Virgiliana di Mantova.
- Reale Accademia Scienze.
- Istituto di Lettere ed Arti di Modena.

## Curiosità
- Nel 2001 viene costituita a Piobbico l'Associazione Culturale Francesco Tarducci.
- Il comune di Piobbico ha intitolato una piazza in suo onore.

## Pubblicazioni
- Gli anni che furono miei - 1932 (autobiografia)
- Gli ultimi giorni del conte Gioachino Rasponi - Nicola Zanichelli, Bologna, 1878
- Vita di Cristoforo Colombo - F.lli Treves, Milano, 1885
- Tavole cronologiche per lo studio della letteratura latina - Tipografia di P. Conti, Faenza, 1887
- Della vita e delle opere di Massimiliano Angelelli - Tip. di G.T. Vincenzi, Modena, 1883
- Di Giovanni e Sebastiano Caboto - Venezia, a spese della Società, 1892
- Favole e miti: libro di lettura pei fanciulli - Firenze, M. Cellini, 1876
- Il P. Giusto da Urbino missionario in Abissinia e le esplorazioni africane - Faenza, tip. G. Montanari, 1899
- Storia di S. Gregorio Magno e del suo tempo - Roma, Pustet, 1909
- La Nina Casadio ed altri racconti - Mantova: Stab. Tip. G. Mondovi, 1898
- La mitologia classica: ridotta a libro di lettura continuata pei giovinetti - Modena: Toschi, 1882
- Dante e la badia di Fonte Avellana - Perugia: Tipografia Umbra G. Benucci e C., 1921
- Nozze Nemes Spalletti: Alla Contessa Carolina Spalletti per le sue nozze col Conte Alberto Nemes - Modena: s.n., 1893
- Il passato e il presente di un piccolo paese: conferenza recitata a Ravenna a beneficio della Societa Dante Alighieri, 1º aprile 1900 - Foligno: Soc. tip. già Cooperativa, 1929
- Cecilia Gonzaga e Oddantonio da Montefeltro - Mantova: Tip. G. Mondovi, 1897
- Indice delle Memorie intorno a Giovanni e Sebastiano Caboto - Venezia: Stab. tipogr. Fratelli Visentini, 1894
- Apologia di Socrate / di Platone; voltata di greco in italiano - Cagli: Tip. G. Reali, 1872
- Come la potenza e ricchezza commerciale dell'Inghilterra debbono la loro origine al genio e all'energia di un Italiano (Sebastiano Caboto - Venezia: Success. M. Fontana, 1893
- Sui sopranomi - Firenze: Uffizio della Rassegna nazionale, 1888
- Del luogo dove fu sconfitto e morto Asdrubale fratello di Annibale - Fano: A. Montanari, 1902
- Gianfrancesco Gonzaga signore di Mantova - Milano: Tip. Cogliati, 1902
- Boethio patricio: [epistola] / con versione italiana - Modena: Tip. Bassi e Debri, 1893
- La strega, l'astrologo e il mago - Milano: F.lli Treves, 1886
- Vita di s. Francesco d'Assisi - Roma: Desclee e C., 1923
- La patria di Giovanni caboto - Torino: Fratelli Bocca Edit., 1892
- Il saluto : conferenza tenuta in Fossombrone dal prof. Francesco Tarducci la sera del 18 marzo 1894 a beneficio dei bambini scrofolosi e rachitici poveri pubblicata a cura del comitato promotore - Fossombrone: Tip. Di Francesco Monacelli, 1894
- Sul rimboschimento delle plaghe montane : Parole pronunciate nella Seduta del 3 ottobre 1912 del Consiglio provinciale di Pesaro e Urbino  - Pesaro: Tip. A. Nobili, 1913
- Degli studi classici, considerati come scuola di educazione politica per la gioventu in tempi di liberta : discorso letto nella solenne apertura delle scuole del R. Liceo-Ginnasio Muratori di Modena, il 18 ottobre 1886 - Modena: P. Toschi, 1886
- Breve storia del R. Liceo-Ginnasio Virgilio dalla sua fondazione ai nostri giorni - Mantova: Tip. G. Mondovi, 1909
- L'orazione pro Milone / commentata ad uso dei licei - Modena: E. Sarasino Edit., 1893
- I Pelasgi secondo gli studi di un autore dimenticato - Cagli: Tip. sociale, 1920
- L'Italia, dalla discesa di Alboino alla morte di Agilulfo - Città di Castello: S. Lapi, 1914
- Di Giovanni e Sebastiano Caboto memorie - Venezia: Stabilimento tip. Fratelli Visentini, 1892
- Cristoforo Colombo era terziario francescano? - Assisi: Tipografia Metastasio, 1922
- La Taddea - Rocca S. Casciano: Stab. Tip. Cappelli, 1927
- Per Sebastiano Caboto e per la verità della storia - Venezia: Stab. tip.-litog. successore M. Fontana, 1894
- Nozze Mochi-Zamperoli Bevilaqua : 14 maggio 1887 - Modena: Tip lit. Paolo Toschi, 1886
- Alleanza Visconti-Gonzaga del 1438 contro la Repubblica di Venezia - Milano: Tip. P. Faverio di P. Confalonieri, 1899
- Usi nuziali - [S.l. : s.n.], 1888?
- Il Simposio e l'Apologia di Socrate / Platone; traduzione - Faenza: P. Conti, 1874
- H. Harrisse e la fama di Sebastiano Caboto - Torino: Bocca, 1894
- Fra le penombre storiche dell'Italia antichissima - Ravenna: Arti grafiche, 1924